# Kirche des Versöhnungshauses

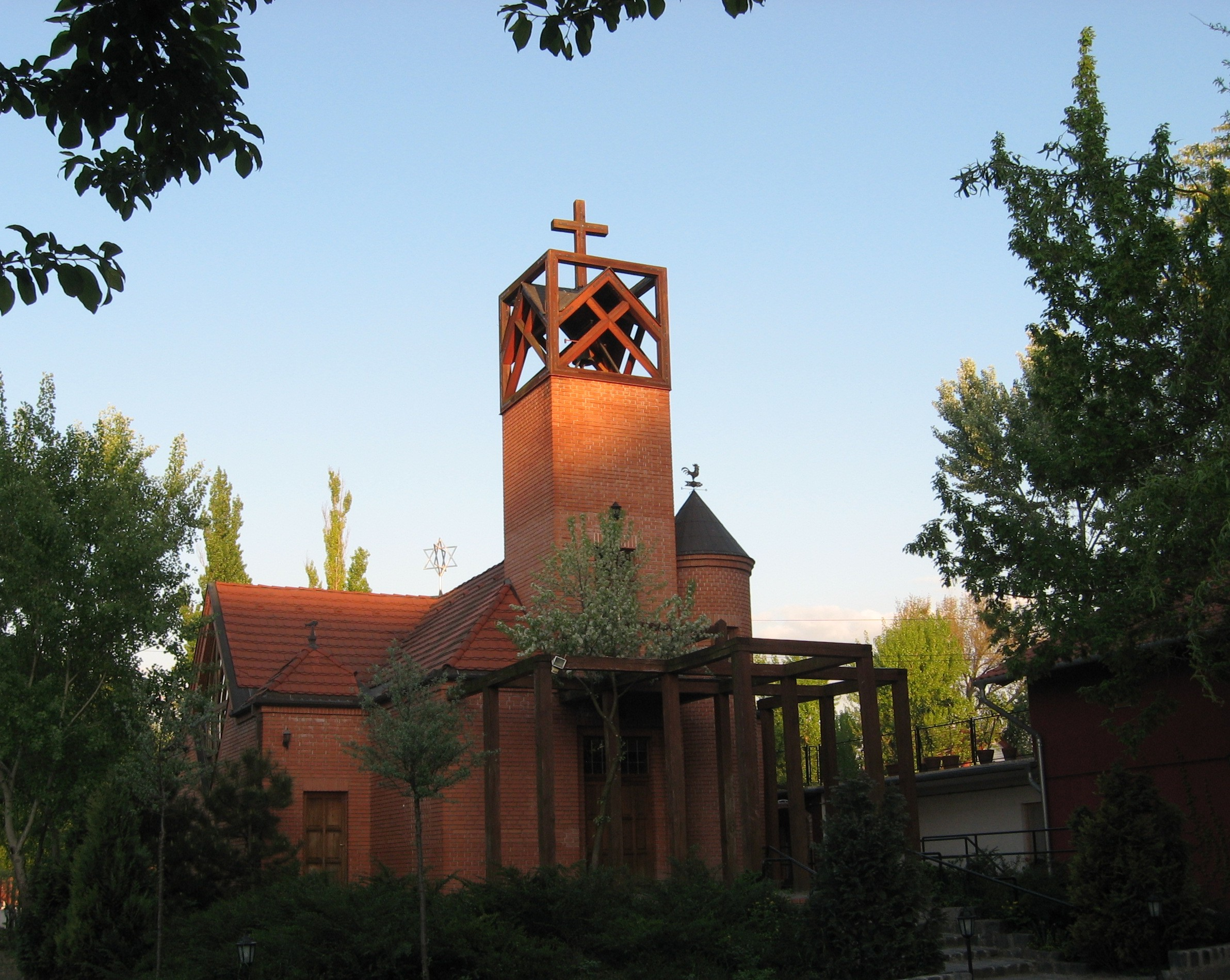
Kirche des Versöhnungshauses

Das Versöhnungshaus ist eine Kirche der Evangelischen Brüdergemeinschaft Ungarns (MET). Es befindet sich im Budapester Stadtteil Békásmegyer.

## Geschichte
Die Evangelische Brüdergemeinschaft Ungarns ist eine auf dem Boden des Evangeliums stehende Freikirche mit methodistischen Glaubensgrundsätzen. Sie steht in der Tradition der von dem anglikanischen Theologen und Pastor John Wesley gegründeten Bewegung, die sich gegen Ende des 18. Jahrhunderts zu einer eigenständigen Kirche konstituiert hat. Die Evangelische Brüdergemeinschaft Ungarns entstand Mitte der 1970er Jahre auf Grund der Verweigerung der Zusammenarbeit mit dem systemnahen Staatlichen Amt für Kirchenfragen und der daraus resultierenden Spaltung innerhalb der Methodistischen Kirche Ungarns. Nach einer annähernd acht Jahre andauernden Zeit der Verfolgung, in der ihre Kirchen weggenommen und einzelne Pastoren mit Gefängnis auf Bewährung bestraft worden waren, anerkannte der Staat am 1. Oktober 1981 die Gemeinschaft. Die kleine Kirche hat gegenwärtig landesweit ungefähr 3.000 Mitglieder, die von 10 Pastoren betreut werden.
Zu den in ihrer Trägerschaft befindlichen Institutionen gehört die Theologische Hochschule John Wesley, an der Theologen, Pastoren, Religionslehrer, Sozialarbeiter und Fachleute für Umweltsicherheit ausgebildet werden (ca. 500 Studenten). Die Kirche unterstützt Einelternfamilien und unterhält drei Obdachlosenheime sowie ein Krankenhaus für Obdachlose (Letzteres wurde im Jahr 1993 von der britischen Königin Elisabeth II. besucht).
Ihre Gottesdienste wurden zunächst in einer umgebauten, ehemaligen Schenke abgehalten. Im Jahr 1992 stellte die Stadt Budapest der Gemeinschaft ein Gelände von 5 500 m² für den Bau einer Kirche und einer Parkanlage zur Verfügung. Nachdem das Grundstück von Schutt und Müll gereinigt worden war, wurden rund 1000 Bäume und Büsche angepflanzt.
Mit der Planung des Kirchenbaus wurde das Konstruktionsbüro Bálint Nagy & Co beauftragt, der Bau wurde von der Genossenschaft Zsigmond & Co sowie der Tulát KG ausgeführt. Da die ursprünglich geplante Holzkirche aus brandschutztechnischen Gründen nicht genehmigt wurde, konnte die Arbeit jahrelang nicht vorangehen. Die Kirche wurde auf Grund des geänderten Bauplans im Jahre 1998 fertiggestellt und am 1. Oktober 1998 von Tibor Iványi, dem Leiter der Kirche eingeweiht. Die Kosten wurden von der Stiftung „Haus der Versöhnung“, der Hauptstadt, der Selbstverwaltung des III. Bezirks und der Kirche getragen.

## Beschreibung der Kirche
Die kleine Kirche mit einer Grundfläche von 500 m² verkündigt mit ihren von außen und innen sichtbaren Symbolen – dem Kreuz und den Gesetzestafeln des Mose – die Geschwisterschaft des Christentums und des Judentums. Die Mauern des hellen, warmen Innenraumes bestehen aus Ziegeln, die Decke ist holzverschalt. Die Kirche hat den traditionellen kreuzförmigen Grundriss. Die aus Tannenholz gefertigten Bänke stehen V-förmig, durch einen Mittelgang getrennt, und schauen in Richtung Altar. An der Vorderseite der Bänke und des Mosesstuhls befinden sich Davidsterne, die Seitenteile der Bänke enden oben in zwei – an die beiden Gesetzestafeln erinnernden – Halbkreisen, mit einem darunter befindlichen Kreuz. Im Fenster auf der rechten Seite ist eine Menora ausgestaltet, das Fenster auf der linken Seite stellt das „bewahrende Schiff“ dar, über dem Altar sind die Tafeln des Mose. Die Zierde des Altarraumes ist ein hinter dem Altar stehender, die Natur symbolisierender, lebender Weinstock, dessen Reben auf einem T-förmigen Kreuz hochranken. Darunter liegen Steine und darüber strömt das Licht durch ein V-förmiges Dachfenster ein. Auf der linken Seite des Abendmahlstisches steht das kupferne Taufbecken, rechts die Kanzel. Gegenüber dem Altar ragt von der Empore eine zweimanualige schöne alte, aus mehreren Orgeln zusammengestellte Angster-Orgel. Am letzten Montag jeden Monats werden hier Konzerte gehalten. Die 80 kg schwere Glocke ist eine Gabe aus Holland, die die Gemeinde durch Vermittlung der Hauptstadt bekommen hat.